# Hr.Ms. O 27 (1941)
De Hr.Ms. O 27 was een Nederlandse onderzeeboot van de O 21-klasse. De bouw van de O 21-klasse schepen vond plaats aan de vooravond van de Duitse aanval op Nederland in 1940. De O 27 stond gepland als K XXVII. Ze was bestemd als onderzeeboot voor Nederlands-Indië, de K staat namelijk voor "koloniën". Maar al tijdens de bouw, door de Rotterdamse scheepswerf RDM, werd de naam gewijzigd naar O 27. De onderzeeboot was tijdens de Duitse invasie niet voldoende afgebouwd om de oversteek te wagen naar het Verenigd Koninkrijk. Na de Nederlandse overgave werd ze door de Duitse bezetter afgebouwd en in Duitse dienst genomen als U-D5, om na de oorlog terug te keren naar Nederland en eindelijk in dienst te treden van de Koninklijke Marine.

## De O 27 als U-D5
Gedurende 1941 werd door de Kriegsmarine tests uitgevoerd met de O 26 en haar getrimde dieselsysteem. Ondanks het advies van U-boot ontwerper Christoph Aschmoneit werd het getrimde dieselsysteem van de U-D3, U-D4 en U-D5 verwijderd. Van november 1941 tot augustus 1942 was de U-D5 verbonden aan het 5de trainingsflotieltje in Kiel bij de Buitenlandse U-boten. Het duurde tot 30 januari 1942 voordat de U-D5 officieel in Duitse dienst werd genomen.
Van augustus 1942 tot januari 1943 was de U-D5 verbonden aan het 10de flottielje in Lorient. Gedurende deze periode voerde ze oorlogspatrouilles uit ten westen van de archipel Kaapverdië. Tijdens een van deze patrouilles werd het Britse vrachtschip Primrose Hill met een tonnage van 7628 tot zinken gebracht.
Van januari 1943 tot mei 1945 was de U-D5 verbonden aan de U-Abwehrschule in Bergen. Midden juli 1943 zou de U-D5 betrokken zijn geweest bij oefeningen om onderzeeboten onder water te bevoorraden met diesel. Tijdens de overgave van Duitsland in 1945 bevond de U-D5 zich in Bergen en werd ze samen met 23 andere Duitse onderzeeboten naar Lissahally gezonden voor Operatie Deadlight. Tijdens de operatie viel de U-D5 op door haar afwijkende silhouet en werd ze herkend als de Nederlandse onderzeeboot O-27.

## De O 27 weer in Nederlandse dienst
Op 13 juli 1945 werd de O 27 in Dundee weer in Nederlandse dienst genomen. Tot de uitdienststelling in 1959 fungeerde ze als testschip voor torpedolanceringen en als doelschip bij anti-onderzeeboot oefeningen. Op 23 december 1960 werd de O 27 verkocht aan Jos de Smedt uit Antwerpen voor een bedrag van 131.000 gulden.